# عدنان مجلي
عدنان مخيبر مجلّي عالم ورجل أعمال فلسطيني، وُلد عام 1963 في بلدة طوباس في الضفة الغربية في فلسطين، لأب مزارع ولعائلة ضمت تسعة إخوة وأخوات، وهو متزوج ورزق بسبعة أولاد.
عدنان مجلي هو رئيس مجلس إدارة مجموعة "مجلي" للاستثمار في الولايات المتحدة، حصل على شهادته الجامعية الأولى من جامعة اليرموك في الأردن عام 1981، وحصل على شهادة الدكتوراه من جامعة "اكستر" الإنجليزية عام 1989، بعدها بدأ مسيرته العملية في جامعة روتشستر في نيويورك. حقق مجلي في مسيرته البحثية والعلمية أكثر من 700 براءة اختراع، كما أنه ابتكر أدوية للأمراض المستعصية كالسكري والزهايمر، الأمر الذي منحه العديد من الجوائز كرجل العام في الولايات المتحدة في مجال خدمة المجال الطبي والإنسانية عام 2008 من مجلة "BIZlife". كما أنه كان مُرشحًا للفوز بجائزة نوبل للكيمياء عام 2011. وفي نفس العام حصل على وسام التميز والابداع من السلطة الفلسطينية.

## مسيرته التعليمية
نال شهادة البكالوريوس بتفوق عام 1981 من جامعة اليرموك في الأردن، وتم تعيينه معيداً فيها، تلقى منحة تعليمية من الاتحاد الأوروبي عام 1987. وهيّأته المنحة لدراسة الكيمياء الطبية في بريطانيا والحصول على شهادتي الماجستير والدكتوراه في جامعتي سالفورد وإكستر. في 1989، أنهى الدكتوراه في فترة زمنية قياسيّة لم تتعدّ ال 18 شهراً، يحمل شهادة الدكتوراه في الكيمياء الطبية. والدكتوراه التي نالها من جامعة أكستر كانت في مجال تصلب الشرايين وتصنيع أدوية تمنع الجلطة.

## مسيرته العملية
بين 1991-1994 كان عدنان مجلي أهم الباحثين للكيمياء الطبية في مختبرات أبحاث ميرك.
بين 2004-2010 اشغل عدنان مجلي وظيفة مدير شركة سيغا تيكنولوجيز، ومن خلال الشركة تم تطوير وتسويق الحلول الطبية والبيولوجية. تقع الشركة في الولايات المتحدة. ومن أبرز منتجاتها عقار مضاد للفيروسات اسمه تبوكس يدار عن طريق الفم لعلاج التهابات الأورثوبوكسيروس. تأسست شركة سيغا تكنولوجيز، في عام 1995 ويقع مقرها الرئيسي في نيويورك.
```
بين 2004-2010 كان عدنان مجلي مدير مركز التكنولوجيا الحيوية (
بيو تكنلوجيا
) في 
نورث كارولينا
.
```

بين 2006-2010 اشغل عدنان مجلي منصب مدير مؤسسة هاي بوينت للتنمية الاقتصادية.
خلال مسيرته العلمية والعملية حقق مجلي أكثر من 700 براءة اختراع ونشر أكثر من 40 مادة علمية.
عمل بشركة ميرك للأدوية أربع سنوات، وقضى مدة مشابهة بشركة أنتوجين التي ترأس البحوث الطبية فيها.
أسس مجلي شركة ترانزتك فارما التي شهدت نجاحا كبيرا وتوصف بأنها «إمبراطورية طبية»، وترأس مجلس إدارتها، وأكد أنها شركة متخصصة في الأبحاث الطبية التي تستهدف القضاء على الأمراض المزمنة وبينها السكري ولزهايمر. نجحت شركة مجلي في اكتشاف وتطوير دواء جديد لمعالجة السكري ينشط جينا معينا بالأمعاء والجسم ويساعد على السيطرة على نسبة السكر في الدم، ومعالجة السمنة وارتفاع الكولسترول من دون مضاعفات، عكس الأدوية الأخرى.
كما نجحت شركة مجلي في إيجاد عقار جديد يساعد على علاج السكري من الدرجة الثانية، حيث يحفز جينا معينا على امتصاص نسبة السكر الزائدة وحرقها بطريقة بيولوجية عبر الكبد، وهو ما يوصف بأنه نجاح علمي يساعد على إنهاء معاناة الملايين مع الأدوية التي تتسبب في بعض الحالات بالغيبوبة. بخصوص ألزهايمر، نجحت شركة مجلي في اكتشاف دواء جديد عام 2006 واسمه «تي.تي.بي 488» يعمل على تحقيق التوازن للجين المسبب للمرض.
وبحسب تقارير إعلامية، فبمجرد اكتشاف دواء ألزهايمر، قدمت شركة فايرز العملاقة عرضا خرافيا لشركة مجلي ووقعت معه عقدا بنحو 178 مليون دولار للحصول على الحقوق الكاملة في التصنيع والتسويق، إضافة إلى نسبة من الأرباح و21% من الدخل السنوي لمبيعات الدواء لمدة ثلاثين سنة.
عدنان مجلي هو الرئيس التنفيذي لشركة مجموعة مجلي التنفيذية MIG والتي أنشطتها متوزعة في فلسطين والولايات المتحدة والتي تحوي العديد من الشركات كشركة مجلي للطاقة وشركة مجلي للمراقبة وشركة مجلي وشركاءه للإنشاء والمقاولات (miccc) وشركة مجلي للصرافة وشركة (MIGAG) و (ZAIN) والعديد من الشركات الأخرى.
اخترع عدنان مجلي أول روبوت يسرع من مراحل اكتشاف الأدوية، إذ يقوم بـ90% من العمل اليدوي للعالِم، واستطاع تخفيض فريق العلماء من ستين إلى ستة.

## نشاطاته الاجتماعية
كان مجلي قد أقام العديد من الجمعيات والاعمال الخيرية في فلسطين وهذا من منطلق المساعدة ودعم شعبه ومن أبرز منشآته جمعية الدكتور عدنان مجلي التعليمية الخيرية ويقوم د. عدنان مجلي بتمويلها ايمانا منه بشعار «العلم حق للجميع». ويتبرع عدنان مجلي وبشكل دائم من ماله الخاص للطلبة الجامعيين وذلك من خلال جمعيته وجامعة القدس وبرز ذلك في عام 2007 حيث قدم 85 منحة. وإلى جانب اهتماماته البحثية، يدير مجلي استثمارات عديدة في المجالات الزراعية، السياحية والعمرانية.
ويرى ان هناك واجبا وطنيا على الفلسطينيين من اصحاب قصص النجاح في العالم، تجاه وطنهم ليأتوا ويستثمرون فيه.
ويعتقد ان التبرعات التي يقدمها هؤلاء لأبناء شعبهم ليست هي الوسيلة المناسبة لبناء اقتصاد وطني، ويضيف: «لماذا لا يخصص كل شخص في الخارج 10% فقط من رأسماله للاستثمار في فلسطين في مجالات الزراعة والصناعة؟».
كما وانه يملك شركة مجلي للاستثمار وتشمل مصنع للباطون ومصانع ووحدات للصيانة ومقرها في طوباس والتي تحوي أكثر من 60 عامل.
في عام 2017 انشأ العالم عدنان مجلي أول مركز ابحاث طبي فلسطيني تحت مظلة جامعة القدس ليكون أول وأكبر مركز للأبحاث الطبية في فلسطين وفي الوطن العربي.

## جوائز وإنجازات
نال عدنان مجلي جوائز عديدة كنتيجة لأبحاثه ودراساته وتطويره للأدوية التي تعالج الأمراض المستعصية. بينها جوائز «فاست 50» التي تتعلق بالشركات الأسرع نموا، وجائزة مؤسسة هيليوس للتميز في الإبداع والابتكار.
في عام 2008 انتخب عدنان مجلي لرجل العام في الولايات المتحدة. ترشح عدنان مجلي للفوز بجائزة نوبل عام 2011 لكنه لم يحصل على الجائزة وعقب على ذلك حيث قال: «انه لم يكن هناك تمييز وتحيز لاحد المرشحين غيره فهذه هي عبارة عن ترشيحات ولي الفخر أنى ترشحت لها مضيفا ان وجوده بين شعبه هو أكبر تكريم له»[بحاجة لمصدر].
في عام 2011 قام رئيس السلطة الفلسطينية محمود عباس بمنحه وسام الابداع والتميز لعام 2011.
إلى جانب ذلك يحظى عدنان بشعبية في الشارع الفلسطيني وذلك من خلال تبرعاته السخية للطلاب والجامعات وللشعب الفلسطيني وليس من المستبعد ان يبدأ عدنان مجلي بمسيرته السياسية وان يستقر في فلسطين وذلك بهدف خدمة الشعب والقضية الفلسطينية.